# アリ・ウォン
アレクサンドラ・ドーン ・"アリ"・ウォン（Alexandra Dawn "Ali" Wong、1982年4月19日生まれ）  は、アメリカのコメディアン、女優、作家である  。Netflixのスタンドアップ・コメディ『アリ・ウォンのオメデタ人生?!』と『アリ・ウォンの人妻って大変!』で有名であり、どちらも批評家から絶賛されている。2019年に、映画『いつかはマイ・ベイビー』で主演を務めたことでも知られており、共演者のランドール・パークと共同で製作・脚本を担当した。2020年現在、ABCテレビ番組「アメリカン・ハウスワイフ」のメインキャストを務めている。出演作は、「Are You There, Chelsea?」「Inside Amy Schumer,」「Black Box」などである。脚本家として、テレビ番組「フアン家のアメリカ開拓記」のシーズン1〜3を担当している。声優として、アニメシリーズ「トゥカ&バーティー 」では、主人公"バーティー"の声を、「ビッグマウス」では転校生の "アリ "の声を担当している。
タイムズ誌の2020年世界で最も影響力のある100人に選ばれた。 

## 来歴
カリフォルニア州サンフランシスコのパシフィックハイツ地区で、4人の子供の末っ子として生まれる  。父、アドルフス・ウォン(Adolphus Wong)は中国系アメリカ人の麻酔科医で、カイザー・パーマネンテに30年間勤務していた。母、タム・ "タミー "・ウォンは1960年に南ベトナムのフエからアメリカに移住し、ソーシャルワーカーとして働いていた   。
2000年、サンフランシスコ大学付属高校を卒業 。在学中は、生徒会長を務めた 。カリフォルニア大学ロサンゼルス校に入学し、アジア系アメリカ人研究を専攻。アジア系アメリカ人によるアメリカ最大かつ最古の大学演劇サークルLCCシアターカンパニー のメンバーとして、舞台に立つようになる。
カリフォルニア大学バークレー校の卒業生によるサマーファミリーキャンプ「TheLair of the Golden Bear」で働き、第3学年の夏にはベトナムのハノイに滞在した。 
2005年、アジア系アメリカ人研究の学士号を取得し、ラテン・オナーズを受賞。  大学卒業後、フルブライト奨学生としてベトナムに留学した。 

## キャリア

### 2011〜 2013年：初期のキャリア
大学卒業後、23歳の時に、ブレインウォッシュカフェでスタンダップコメディに挑戦。その後、コメディアンとしての道を追求するためにニューヨークに移り住み、一晩に最大で9回パフォーマンスをするようになった 。

2011年、バラエティ誌の「注目すべき10人のコメディアン」に選出された 。その後「ザ・トゥナイト・ショー」、ジョン・オリバーの「ニューヨーク・スタンドアップ・ショー」、デイブ・アッテルの「コメディ・アンダーグラウンド・ショー」に出演した。また、 NBCコメディシリーズ『Are You There、Chelsea?』にシリーズレギュラーとしてキャスティングされ『Chelsea Lately』にも出演した 。
2013年、VH1の「Best Week Ever」、MTV 「Hey Girl」に出演した。オリバー・ストーン監督の『野蛮なやつら/SAVAGES』ではベニチオ・デル・トロ、サルマ・ハエックと共演。映画『Dealin' with Idiots』にも出演した 。

### 2014年–現在：『フアン家のアメリカ開拓記』とNetflix
2014年、ABCの医療ドラマシリーズ『Black Box』でケリー・ライリーとヴァネッサ・レッドグレイブと共演した  。また、『Inside Amy Schumer』のいくつかのエピソードにゲスト出演している。
2014年以降、『フアン家のアメリカ開拓記』のメインキャストであるランドール・パークの推薦により、シリーズの脚本を務めることとなった  。
2016年の母の日に 、 Netflixはスタンダップ・コメディスペシャル『アリ・ウォンのオメデタ人生?!』を公開した。本作は2015年9月、第1子妊娠7か月の時に シアトルのネプチューン・シアターで撮影された  。  ニューヨーク・マガジン誌は「このスペシャルがNetflixに登場したのは、好みの違うファン層を融合させて、スターを生み出す試みである」と評している  。2016年9月11日、ニューヨーク・コレクションのオープニングセレモニーショーでスピーチし、ランウェイを歩いた 。 2016年10月、ABCテレビ番組「アメリカン・ハウスワイフ」のメインキャストを始めた。2018年5月13日、2番目のNetflixスペシャルである『アリ・ウォンの人妻って大変!』が公開された。 本作は2017年9月下旬、第2子妊娠7か月の時に、トロントのウィンターガーデン・シアターで撮影された  。
2019年、Netflixオリジナル映画『いつかはマイ・ベイビー』（監督：ナーナッチカ・カーン、脚本：ウォン、パーク、マイケル・ゴラムコ）でランドール・パークと共演した。Netflixオリジナルアニメ番組『トゥカ&バーティー』では、主人公バーティーの声優として出演した。 2019年10月15日、『Dear Girls：Intimate Tales、Untold Secrets and Advice for Living Your BestLife』を出版した  。これは、娘2人が大人になったときに贈る人生指南書を兼ねている 。

## 私生活
韓国系アメリカ人の発明家でテレビタレントであるケン・ハクタの長男ジャスティン・ハクタと結婚しており、共にロサンゼルスに住んでいる  。2人は2010年、共通の友人の結婚式で出会った。ジャスティン・ハクタはハーバード・ビジネススクールでMBAを取得しており 、ヘルスケアスタートアップのGoodRx社で製品担当副社長を務めていた。2014年に結婚し、娘が2人いる。長女のマリを妊娠する前に双子を流産したことについて、スタンダップコメディやメディアでオープンに語っている。冗談を言うことが、流産した現実に対処する助けになったと語っている 。ハクタとは2022年に離婚。

## 映画作品

### 女優として出演
| 公開年       | タイトル                                                 | 役                             | 備考                            |
| ------------ | -------------------------------------------------------- | ------------------------------ | ------------------------------- |
| 2011         | Breaking In                                              | Ana Ng                         | 全３話                          |
| 2012         | Are You There, Chelsea?                                  | Olivia                         | 全１２話                        |
| 2012         | 野蛮なやつら/SAVAGES                                     | Claire                         |                                 |
| 2013         | Dealin' with Idiots                                      | Katieie                        |                                 |
| 2014         | Black Box                                                | Dr. Lina Lark                  | 全１３話                        |
| 2014–2015    | Inside Amy Schumer                                       | Various characters             | 全３話                          |
| 2015         | BoJack Horseman                                          | Maddy (voice)                  | エピソード: "Escape from L.A."  |
| 2016         | Animals.                                                 | Dana (voice)                   | エピソード: "Rats"              |
| 2016         | アングリーバード                                         | Betty Bird (voice)             |                                 |
| 2016–present | American Housewife                                       | Doris                          | シリーズレギュラー              |
| 2017         | フアン家のアメリカ開拓記                                 | Margot                         | エピソード: "The Flush"         |
| 2017         | レゴニンジャ・ザ・ムービー                               | General Olivia (Voice)         |                                 |
| 2017         | ファーザー・フィギュア                                   | Ali                            |                                 |
| 2018         | シュガーラッシュ：オンライン                             | Felony (voice)                 |                                 |
| 2018         | OK K.O.!めざせヒーロー                                   | Twisty (voice)                 | エピソード: "Soda Genie"        |
| 2018         | Ask the Storybots                                        | The Brain                      | エピソード: "How Do Ears Hear?" |
| 2019–present | トゥカ &amp; バーティー                                  | Bertie (voice)                 | 全１０話                        |
| 2019         | いつかはマイ・ベイビー                                   | Sasha Tran                     | 脚本・プロデューサーを兼任      |
| 2019-present | ビッグマウス                                             | Ali                            | 全３話                          |
| 2020         | ハーレイ・クインの華麗なる覚醒_BIRDS_OF_PREY             | Ellen Yee                      |                                 |
| 2020         | 2分の1の魔法                                             | Gore (voice)                   |                                 |
| 2020         | Love, ヴィクター                                         | Ms. Thomas                     | Recurring role                  |
| 2020         | Phineas and Ferb the Movie: Candace Against the Universe | Super Super Big Doctor (voice) |                                 |
| 2022         | ヒューマン・リソース・モンスターズ                       | Becca (voice)                  | [ 36 ]                          |
| 2022         | ペーパーガールズ                                         | エリン（大人）                 | [ 37 ]                          |

### アリ・ウォンとして出演
| Year          | Title                              | Notes |
| ------------- | ---------------------------------- | --- |
| 2012          | Chelsea Lately                     | 全９話 |
| 2013          | Hey Girl                           | 全５話 |
| 2013          | Best Week Ever                     | 全１６話 |
| 2016          | アリ・ウォンのオメデタ人生?!       | Netflixコメディースペシャル                                                                                       |
| 2017          | ザ・ヒーロー                       | 映画 |
| 2017          | Bill Nye Saves The World           | S2E4 - Netflix |
| 2018          | Ugly Delicious                     | S1E8 - Netflix |
| 2018          | アリ・ウォンの人妻って大変!        | Netflixコメディースペシャル                                                                                       |
| May 28, 2019  | The Ellen Show                     | "Ali Wong Experienced Pure Joy Kissing Daniel Dae Kim" 及び "Ali Wong and Twitch Play 'Taste Buds'"               |
| Oct. 23, 2019 | ザ・デイリーショー                 | "Lessons for Her Daughters in Dear Girls and Life as a Female Comic "                                             |
| Oct. 24, 2019 | The Ellen Show                     | "Ali Wong Once Bombed in Front of Eddie Murphy" and "Ali Wong on Whether She Wants Her Daughters to Be Comedians" |
| 2022          | アリ・ウォンの魔性の女になりたくて | Netflixコメディースペシャル                                                                                       |

## 参照
- (2016) – Interview with Wong on Fresh Air with Terry Gross
- (2019) – Excerpts from her book Dear Girls